# Micropraonetha carinipennis
Micropraonetha carinipennis är en skalbaggsart som beskrevs av Stefan von Breuning 1939. Micropraonetha carinipennis ingår i släktet Micropraonetha och familjen långhorningar.
Artens utbredningsområde är Sri Lanka. Inga underarter finns listade i Catalogue of Life.